# Klaus Wilhelm Gille
Klaus Wilhelm Gille (* 6. Februar 1948 in Arensberg; † 11. Januar 2025) war ein deutscher politischer Beamter.

## Leben
Gille stammte aus einer altmärkischen Bauernfamilie. Nach seiner landwirtschaftlichen Lehre wurde er Agrarökonom. Neben seiner unternehmerischen Tätigkeit engagierte er sich ab dem Wendeherbst 1989 auch politisch. Gille galt später als Kritiker des Ablaufes der Wiedervereinigung.
Er war 1990 einer der engen Mitarbeiter von Rainer Eppelmann.
Zunächst gehörte er dem Demokratischen Aufbruch an, später der CDU.
Gille wurde 1991 Staatssekretär im Ministerium für Ernährung, Landwirtschaft und Forsten des Landes Sachsen-Anhalt.
Gille war Mitglied im konservativen Potsdamer Kreis. Er versuchte zu verhindern, dass sich ehemalige Führungskräfte der aufgelösten Landwirtschaftlichen Produktionsgenossenschaften Teile von deren Vermögen aneignen konnten. Er sprach sich für die Wieder- und Neueinrichtung der Bauernhöfe statt der industriellen Agrarstrukturen aus. Weil er damit das Missfallen unter anderem des Bauernverbandes erregte, wurde er am 21. April 1993 durch Ministerpräsident Werner Münch als Staatssekretär entlassen.
Gilles besonderes Interesse galt der preußischen Geschichte bzw. Militärgeschichte. Er war Vorsitzender der Preußischen Kavallerie-Regimenter Arensberg.

## Veröffentlichungen (Auswahl)
- Mein Brief vom 18. August 1992 an Bundeskanzler Helmut Kohl und wie es dazu kam, in: Bruno J. Sobotka (Hrsg.): Wiedergutmachungsverbot? Die Enteignungen in der ehemaligen SBZ zwischen 1945 und 1949.